# 鎌倉車両センター
鎌倉車両センター（かまくらしゃりょうセンター）は、神奈川県にある東日本旅客鉄道（JR東日本）首都圏本部の車両基地である。
元々は大船電車区として発足したが、車両基地および検修部門が大船工場と組織統合され、「鎌倉総合車両所」→「鎌倉総合車両センター」となっていた。統合後は、神奈川県道304号腰越大船線および柏尾川を挟み、車両基地側を「長島地区」、車両工場を「深沢地区」と呼んで区別していた。その後工場機能が廃止され、長島地区が鎌倉車両センターとなった。

## 組織体系

### 本区
本区の敷地は鎌倉市山崎と藤沢市小塚に跨っている。主な業務は仕業検査と機能保全である。大船駅から直接入出区することが可能で、入出区線を大船駅から東海道本線に沿い、柏尾川を渡った先にある。深沢地区（大船工場）とは敷地が離れているため、車両の直接の行き来はできず、大船駅構内で2回スイッチバックする必要があった。
本線での異常時対応箇所として横浜駅構内に横浜派出所、大船駅構内に大船ホーム検査、逗子駅構内に逗子派出所を設置している。

### 東神奈川派出所
鎌倉車両センター東神奈川派出所（かまくらしゃりょうセンターひがしかながわはしゅつじょ）は、横浜市神奈川区にある東日本旅客鉄道（JR東日本）の車両基地である。構内には電留線が8本あり、京浜東北線と横浜線の車両が留置される。
元々は運転士も所属する東神奈川電車区であったが、組織改正を経て現在に至る。

### 橋本派出所

橋本派出所。写真奥の方向に橋本駅がある。（2020年4月10日）

鎌倉車両センター橋本派出所（かまくらしゃりょうセンターはしもとはしゅつじょ）は、相模原市緑区にある東日本旅客鉄道（JR東日本）の車両基地である。橋本駅の相模原寄りにあり、横浜線の車両が留置される。国鉄のグラウンドとして使用していた敷地に1974年12月ごろ建設された。元々は豊田電車区の所属であったが、後に蒲田電車区を経て横浜支社発足の際大船電車区に移管となった。
かつては、橋本駅と派出所の間に踏切が存在し、横浜線・相模線の通過と派出所の入出区列車によって「開かずの踏切」と称され、同駅周辺の道路混雑を招く結果となった。後に道路を地下化することによる立体交差化が行われたため、解消されている。
構内には電留線が11本あり、88両を収容することができる。修繕線はなく、交番検査線が2本、洗浄線が1本ある。作業線では日常、検査科による検査や車内清掃などが行われる。

### 磯子派出所
鎌倉車両センター磯子派出所（かまくらしゃりょうセンターいそごはしゅつじょ）は、横浜市磯子区にある東日本旅客鉄道（JR東日本）の車両基地である。磯子駅の北東側にあり、11本の留置線がある。

### 中原支所
鎌倉車両センター中原支所（かまくらしゃりょうセンターなかはらししょ）は、川崎市中原区にある東日本旅客鉄道（JR東日本）の車両基地である。南武線の武蔵中原駅 - 武蔵新城駅間に並行しており、電車の出入区は武蔵中原駅から行われる。
元々は運転士も所属する中原電車区であったが、2020年3月14日の組織改正を経て現在に至る。

## 本区構内
東海道本線（東海道線）・東海道貨物線大船駅 - 藤沢駅間の南側に設けられている。
下り線側より
- 収容1番 - 収容10番線
- 洗浄1番 - 洗浄3番線（手洗浄台を設置）
- 交検1番 - 交検3番線（交検庫を設置、機能保全、仕業検査を実施[2]）
- 庫4番 - 庫7番線を配置する。
  - 収容2番線は、車輪転削庫につながっており、11両編成の状態で車輪転削ができる[2]。
  - 庫4番・5番線は台検庫[3]で、リフティングジャッキを配備しており、機器の吊り替えや修理等を行う[2]。
  - 庫7番線には、廃止した旧・車輪転削庫の床を復元して、臨修庫として使用している[2]。
  - 入出区線には車両洗浄機を設置している[2]。

- 業務の一部はJR東日本運輸サービスに委託している[2]。

## 歴史
- 1957年（昭和32年）9月 - 大船電車区着工。
- 1960年（昭和35年）3月29日 - 田町電車区から横須賀線車両を移管して使用開始。
- 1987年（昭和62年）4月1日 - 国鉄分割民営化により東日本旅客鉄道に移管。
- 1996年（平成8年） - 横浜支社の設置に伴い、蒲田電車区より橋本派出所・磯子派出所を移管。
- 2000年（平成12年）7月1日 - 大船電車区のうち運転士部門を、大船車掌区と統合して発足した大船運輸区に移管[4]。検修部門は大船工場と統合され鎌倉総合車両所となる[4]。
- 2004年（平成16年）6月1日 - 鎌倉総合車両センターに改称される。
- 2006年（平成18年）4月1日 - 深沢地区の廃止により、長島地区が鎌倉車両センターとなる。

## 配置車両に記される略号
「都クラ」…首都圏本部を意味する「都」と、鎌倉を意味する「クラ」から構成される。
- 大船電車区時代
日本国有鉄道（国鉄）東京鉄道管理局「東フナ」→国鉄東京南鉄道管理局「南フナ」→JR東日本東京地域本社「東フナ」→JR東日本横浜支社「横フナ」
- 鎌倉総合車両所、鎌倉総合車両センター時代
JR東日本横浜支社「横クラ」
- 鎌倉車両センター時代
JR東日本横浜支社「横クラ」→JR東日本首都圏本部 ｢都クラ｣

## 配置車両
2025年2月20日現在の配置車両は以下の通り。
| 電車    | 気動車 | 機関車 | 客車 | 貨車 | 合計    |
| ------- | ------ | ------ | ---- | ---- | ------- |
| 1,105両 | 0両    | 0両    | 0両  | 0両  | 1,105両 |

### 電車
E259系（132両）
- 6両編成（TscMM'MM'Tc'）22本（Ne001 - 022編成）が配置されている。
- 253系の置き換えを目的として投入された系列で、特急「成田エクスプレス」で運用される。
- 2012年12月1日から2020年3月8日までは、臨時特急「マリンエクスプレス踊り子」でも運用された。
- 2024年3月16日のダイヤ改正からはリニューアルを施工し特急「しおさい」での運用がスタートした。

E233系（224両）
- 6000番台の8両編成（TcMM'TMM'TTc'）28本（H001 - 028編成）が配置されている。
- 横浜線の205系の置き換え用として、2014年2月から2014年8月20日までに配置された[5]。
- 横浜線の各駅停車・快速で運用される。
- 拡幅車体で定員は205系より約1割増加するため、6扉車は連結されない。

E235系（715両）
- 2025年3月14日時点で、1000番台の基本編成の11両編成（TcMM'MM'TTsdTsd'MM'Tc'）49本（F-01 - 49編成：539両）と付属編成の4両編成（TcMM'Tc'）44本（J-01 - 44編成：176両）が配置されている。
- E217系の置き換え用として、2020年6月3日から2025年3月10日までに配置された。
- 横須賀線・総武快速線と、直通する総武本線・成田線・外房線・内房線・鹿島線で運用される。

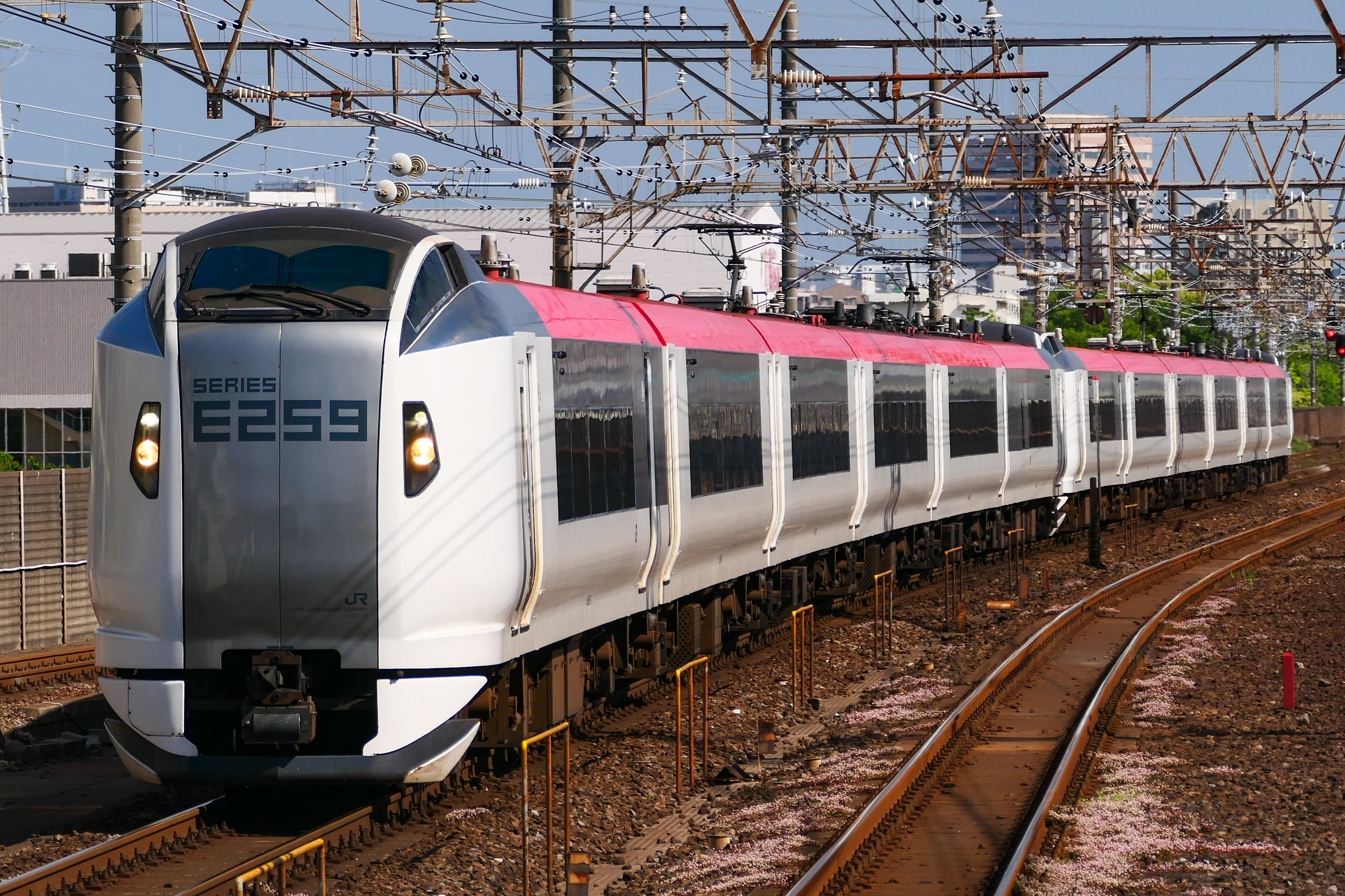
E259系
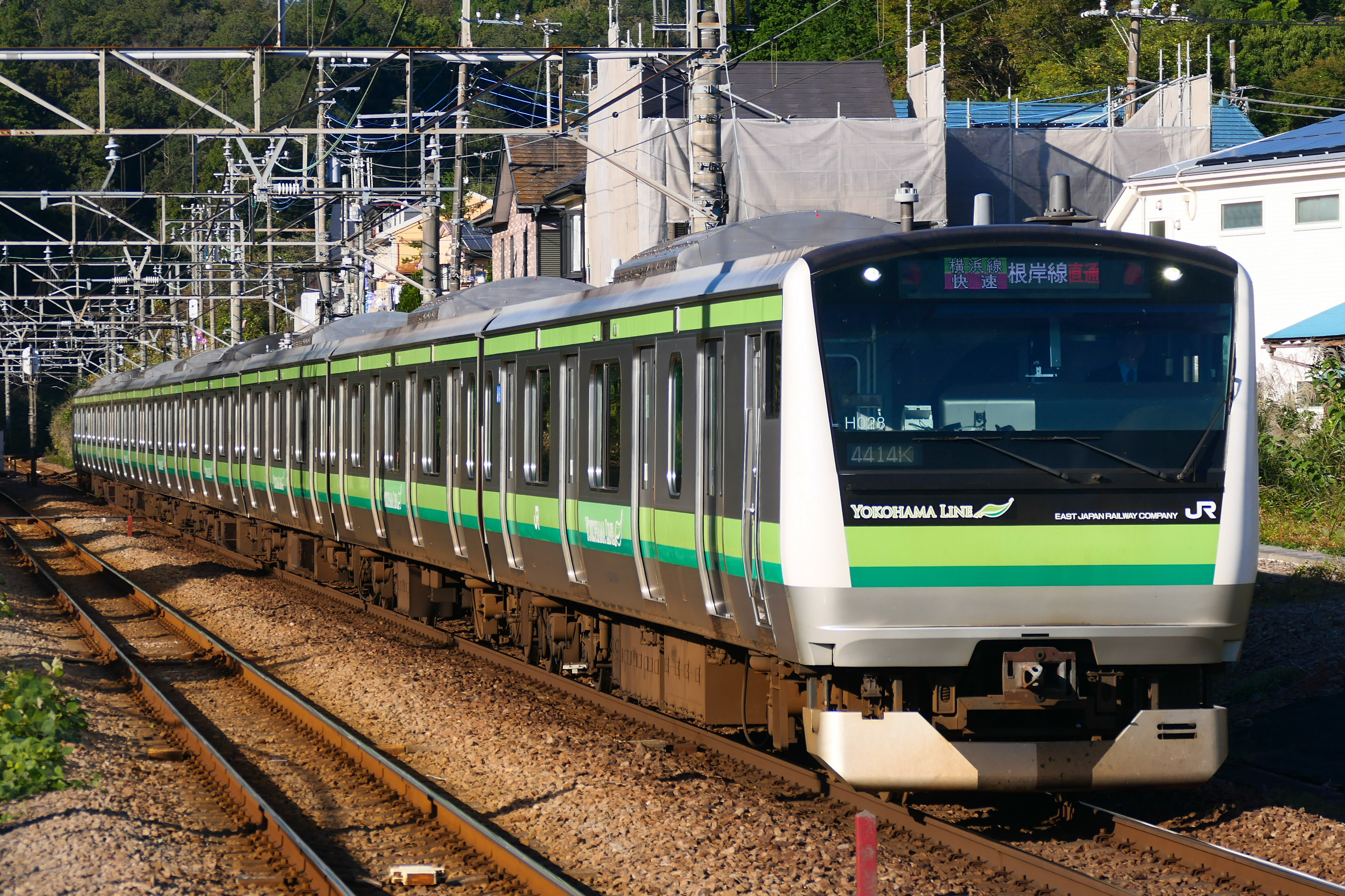
E233系6000番台
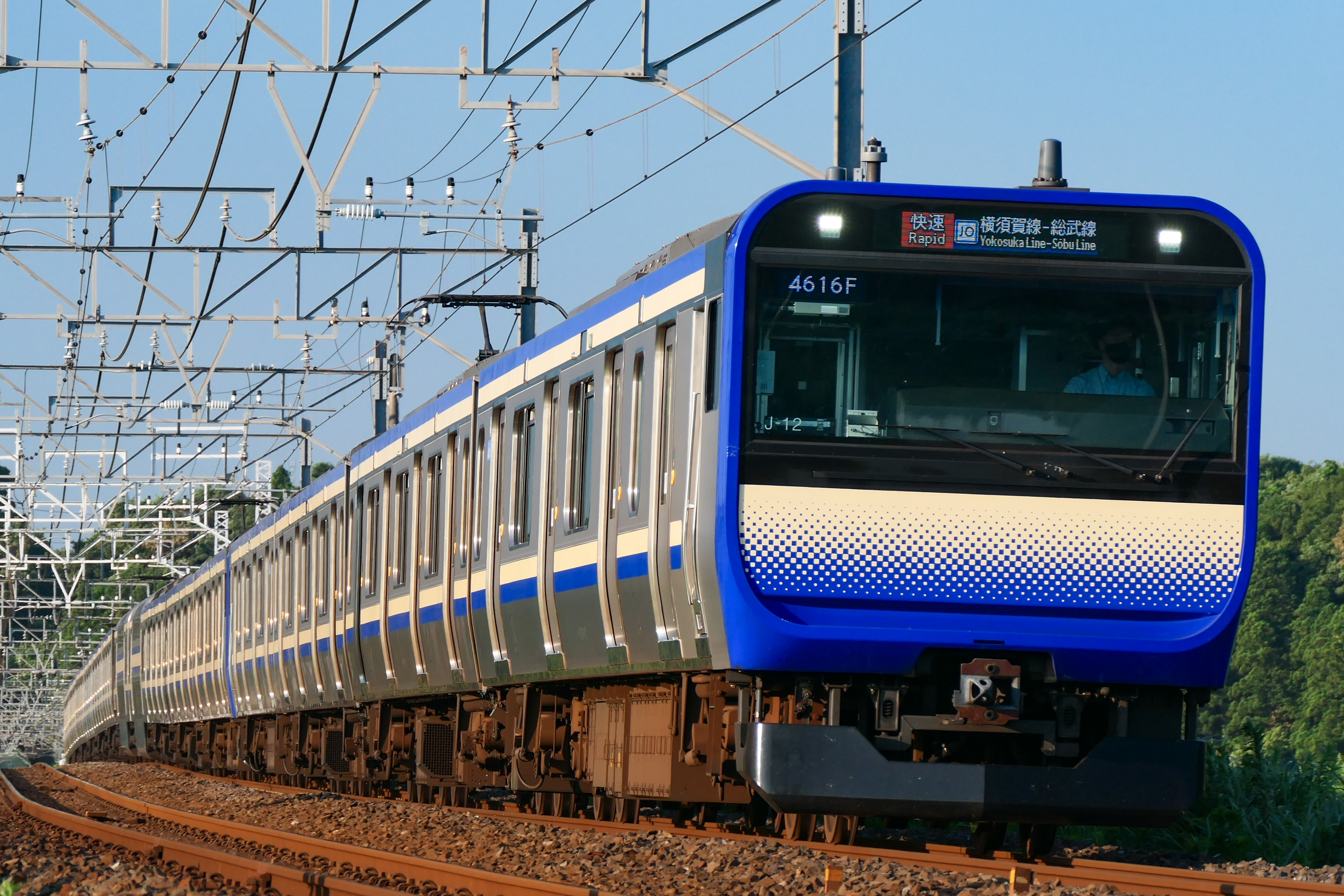
E235系1000番台

### 過去の配置車両

#### 電車
30系
- 元モハ30形の牽引車クモヤ22114・115の2両が配置されていたが、国鉄末期の1987年に廃車。

31系
- 大船電車区開設当初に転入した横須賀線用車両にサロ15000・001（旧サロ37形）が含まれていた。1964年サハ格下げの上、宇都宮運転所に転出。
- 1960年代の一時期、クモハ12050が配置され、牽引車代用として使用されていた。
- 1978年にクモハ12051が転入。牽引車代用として使用されたが1986年廃車。
- コンテナ積載電車の試作車クモヤ22000が牽引車代用として配置されていたが1972年廃車。

32系
- 大船電車区開設当初に転入した横須賀線用車両に5両のサロ45形、2両のクハ47形（サハ48からの改造編入車）、2両のサハ48形が含まれていた。
- サロ45形は1965年までにサハ格下げの上で身延線、飯田線に転出。
- クハ47形は2両とも1963年に3扉化改造を受けクハ68210番台となったが、1964年、長岡第二機関区（信越本線用）に転出。
- サハ48形は2両とも1964年に岡山運転区（宇野・赤穂線用）に転出。

40系
- 1960年代から牽引車代用および大船電車区 - 大船間の職員輸送用としてクモハ40形が配置されていたが、入れ替わりが激しかった。
- 当初配置された067・077はそれぞれ宇部・小野田線と大糸線に転出。
- 1979年には054・059・071・074の4両が配置されていたが、054・074は同年10月の国府津運転所開設に伴い同所に転出。
- 残った059・071が1983年に廃車になるまで職員輸送に使用されていた。
- 国府津に転出した054・074はJR東日本に継承（074は一旦廃車後、車籍復活）され、職員輸送やイベント用に使用されていたが、現在はそれぞれ青梅鉄道公園と大宮の鉄道博物館で保存されている。

42系
- 大船電車区開設当初に転入した横須賀線用車両に5両のクモハ43形、5両のクモハ53形、6両の流電および合の子流電中間車のサハ48形（サロハ66形からの改造編入車を含む）が含まれていた。
- いずれも1963年から64年にかけて3扉化改造を受け、それぞれクモハ43形→クモハ51200番台、クモハ53形→クモハ50形、サハ48形→サハ58形と改称されたが、クモハ51200番台、クモハ50形は鶴見事故の被災車50006を除いて1966年までに大糸線、飯田線、宇野・赤穂線等に転出。サハ58形は1966年までに全車宇野・赤穂線に転出した。
- 鶴見事故の被災車クモハ50006は、同形式の最初の落成車として1963年10月15日に竣工したが、1か月も経たない同年11月9日に鶴見事故に遭遇し大破。同形式で2番目に落成したクモハ50000は1963年11月19日竣工であったため、同形式5両が揃って活躍した期間というのは存在しない。ただし、50006の車籍は1964年9月8日まで残されていた。

50系
- 元クハ65形の救援車クエ28000が配置されていたが、1979年に三鷹電車区に転出した。

72系
- 横須賀線の車両不足対策として、1960年代の一時期モハ72形が3両配置されていたが、比較的短期間で転出した。
- SM分離運転開始に先立つ訓練運転用として1979年にクモハユ74形3両 (001 - 003) が転入。訓練運転終了後の1980年に001・002の2両は廃車となった。
- 残ったクモハユ74003は牽引車代用として使用されたが、1981年に廃車。
- 横須賀線荷電用としてクモニ83008・804・805の3両が配置されたが、83008・804は1978年に長岡運転所に転出。代替として同年、クモユニ74105・106が転入したが、翌1979年には83805を含む3両とも田町電車区に転出した。
- その後、1980年に83805が再転入し牽引車代用として1987年まで使用されたが、同年、クヤ497-1に改造され転出した。
- 牽引車としてクモヤ90022が配置されていたが、1979年国府津運転所の開設に伴い、同所に転出。
- その後、廃車となった職員輸送車クモハ40059・071の代替としてクモヤ90000・001が1983年に転入。国鉄末期の1987年に廃車となるまで職員輸送に活躍した。

70系
- 大船電車区開設当初に転入した横須賀線用車両の中心を占める存在で、最多時にはモハ70形、クハ76形、サロ75形併せて150両以上が配置されたが、鶴見事故で被災し廃車となった3両を除き1968年までに全車地方線区へ転出した。

80系
- 大船電車区開設当初に転入したのは70系編成に混用されたスカ色のサロ85形で、最多時には11両が配置されていたが、70系同様、1968年までに2等車格下げの上、地方線区に転用された。
- 1961年にはクモユニ81形が転入しているが、一時的なもので、翌1962年には転出している。
- 同様に1962年には湘南電車に使用されていた編成単位の80系が転入しているが、翌1963年には静岡運転所等に転出している。

113系
- 横須賀線・総武快速線用の車両が1998年（平成10年）12月まで配置されていた。なお、1980年（昭和55年）までは東海道線・伊東線用の車両も配置されていたが、東海道線・横須賀線分離（SM分離）により国府津電車区に移管された。

253系
- 初代「成田エクスプレス」用の車両で、E259系の導入により全車が「成田エクスプレス」から引退し、多くの車両が廃車となった。
- 登場当初は3両編成のみであったが、後の増備により基本編成が6両編成になり、付属編成の3両編成とともに使用された。
- E259系への置き換え後は、6両編成2本が1000番台へ改造されて大宮総合車両センターへ転属、東武鉄道直通特急「日光」などで使用されている。このほか、3両編成2本が長野電鉄に譲渡された。

205系
- 2014年（平成26年）2月から横浜線に前述のE233系電車が投入され、同年8月中に営業運転を終了している。
- 8両編成（TcMM'TMM'T'Tc'）が配置されていた。2009年（平成21年）に京葉車両センターから転入した1本を除き、2号車は6扉のサハ204形（T'）である。
- 横浜支社の発足に伴い、1996年（平成8年）12月に蒲田電車区から移管された。

クモヤ143形
- 構内入換用の牽引車。
- 2011年に5と6が廃車され、配置がなくなった。

E217系
- 2025年3月14日時点で、基本編成の11両編成（TcTMM'TTTsdTsd'MM'Tc'）と付属編成の4両編成（TcMM'Tc'）が配置されていた。
- かつては幕張車両センターに所属している編成も存在したが、2006年3月18日改正をもって全編成の所属が当車両センターへと変更された。

- 2006年からY-1 - 3編成・Y-101 - 103編成が国府津車両センターに転属し、F-01 - 03編成・F-51 - 53編成として東海道線での運用に入っていたが、E233系の導入と武蔵小杉駅開業に伴う運用増加、機器更新施工時の予備車確保などにより、2015年までに全ての所属が国府津から鎌倉に戻された。
- 2025年廃車。

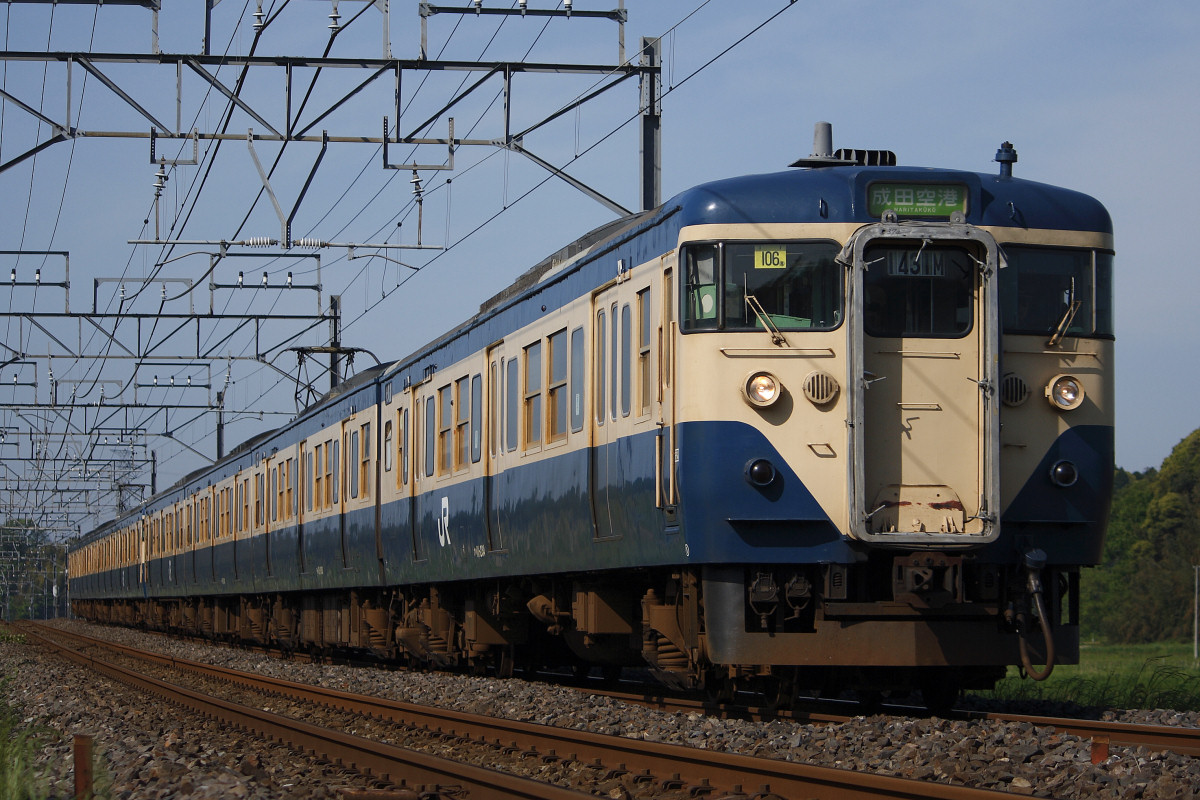
113系
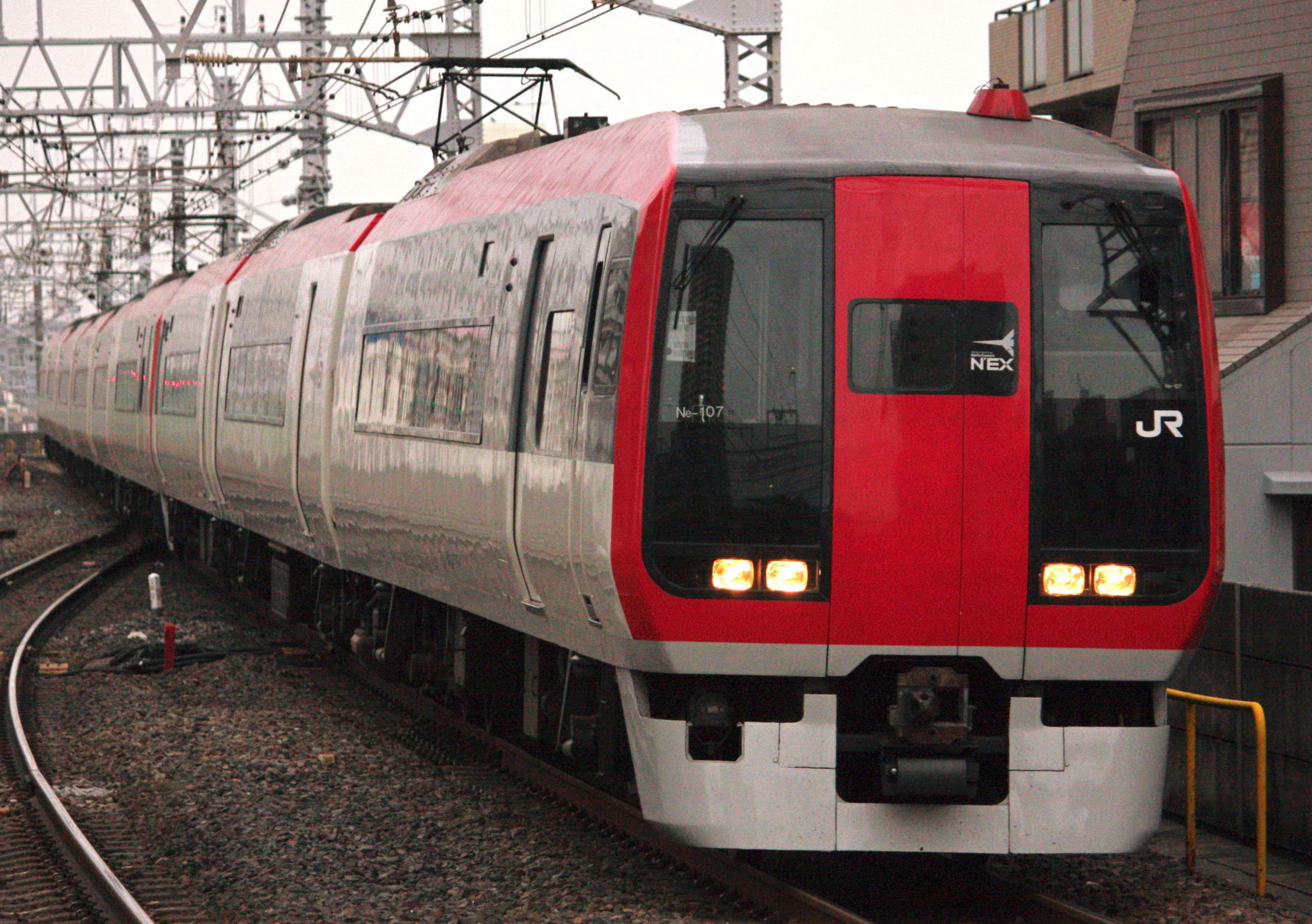
253系
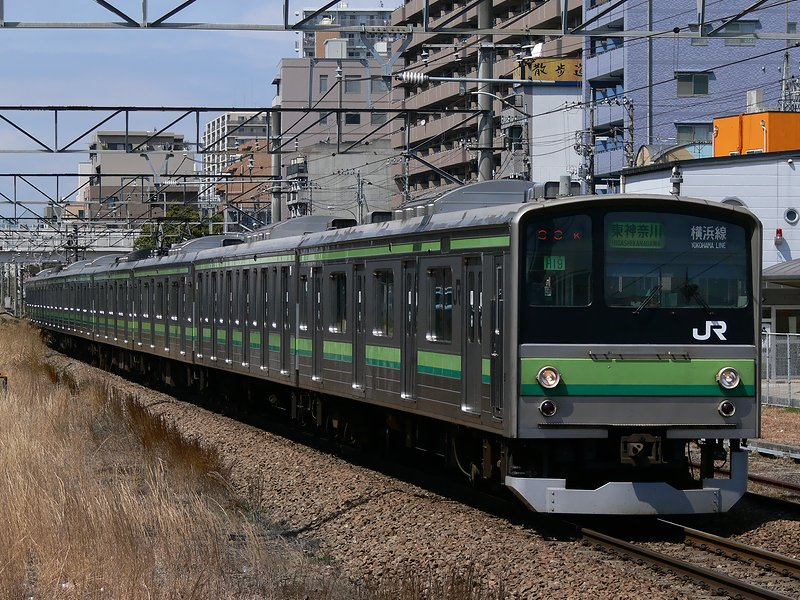
205系